# The Definitive Alice Cooper
The Definitive Alice Cooper je kompilační album amerického hard rockového zpěváka Alice Coopera, nahrané v období jeho druhého alba (1970) až do roku 1989. Album bylo vydané v roce 2001 u Rhino Records.

## Seznam skladeb
| Pořadí | Název                    | Délka |
| ------ | ------------------------ | ----- |
| 1.     | I'm Eighteen             |       |
| 2.     | Desperado                |       |
| 3.     | Under My Wheels          |       |
| 4.     | Halo of Flies            |       |
| 5.     | School's Out             |       |
| 6.     | Elected                  |       |
| 7.     | Hello Hooray             |       |
| 8.     | Generation Landslide     |       |
| 9.     | No More Mr. Nice Guy     |       |
| 10.    | Billion Dollar Babies    |       |
| 11.    | Teenage Lament '74       |       |
| 12.    | Muscle of Love           |       |
| 13.    | Only Women Bleed         |       |
| 14.    | Department of Youth      |       |
| 15.    | Welcome to My Nightmare  |       |
| 16.    | I Never Cry              |       |
| 17.    | You and Me               |       |
| 18.    | How You Gonna See Me Now |       |
| 19.    | From the Inside          |       |
| 20.    | Poison                   |       |
| 21.    | Hey Stoopid              |       |